# Poa tenera
Poa tenera är en gräsart som beskrevs av Ferdinand von Mueller och Joseph Dalton Hooker. Poa tenera ingår i släktet gröen, och familjen gräs. Inga underarter finns listade i Catalogue of Life.